# Palazzo Camerata
Il palazzo Camerata è un antico palazzo nobiliare di Ancona, nelle Marche.

## Storia e architettura
Venne costruito nel Cinquecento, e di questo periodo conserva ancora il portale e i cantonali a bugnato in pietra bianca, e l'altana, una delle poche rimaste in città.
Forti rimaneggiamenti vennero effettuati nel XVIII secolo, ma lasciarono la facciata incompiuta.
L’edificio ha subito pesanti bombardamenti aerei nel 1943-44, durante la Seconda guerra mondiale. Della prestigiosa collezione di dipinti, alcuni, sono fluiti nella Pinacoteca civica Francesco Podesti, fra cui l'Immacolata Concezione del Guercino del 1640-50 e la replica dell’originale conservato nella Galleria Borghese di Roma, della Vergine col Bambino e San Giovannino, di Andrea del Sarto, del 1513-15.
Attualmente viene utilizzato per mostre ed altri eventi culturali, vi è anche la sede dell'Assessorato alla Cultura e della delegazione cittadina del Fondo per l'Ambiente Italiano.

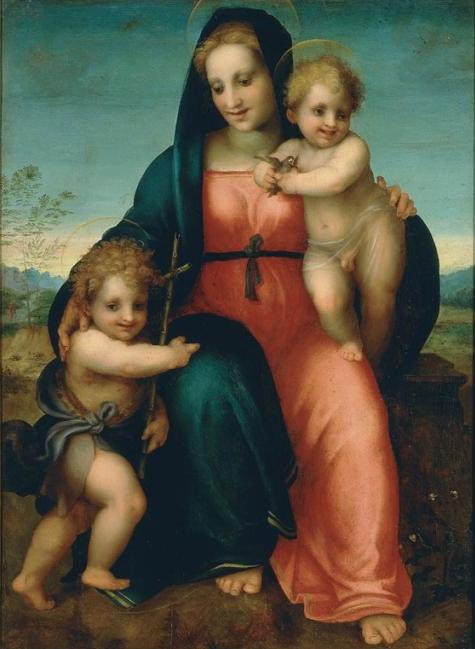
Vergine col Bambino e San Giovannino, Andrea del Sarto, Galleria Borghese di Roma
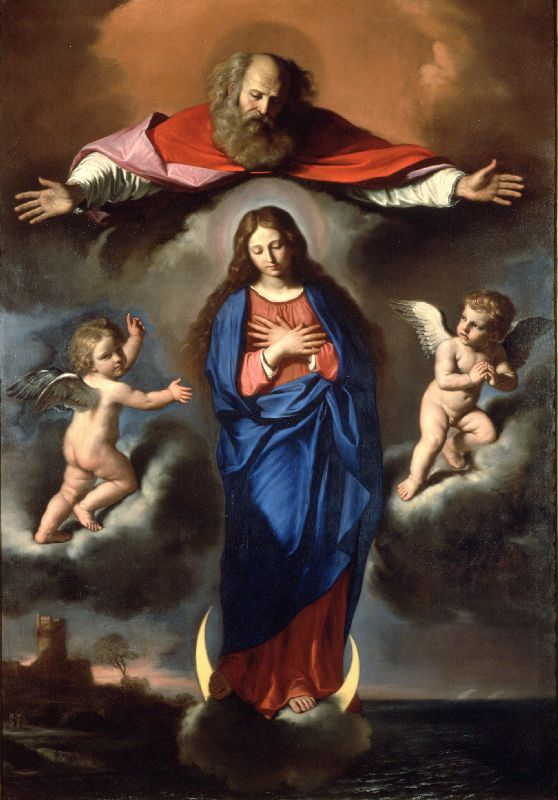
Immacolata Concezione, Guercino, Pinacoteca civica Francesco Podesti

## Famiglia Camerata
I Camerata erano una famiglia proveniente da Bergamo che si stabilì in Ancona nel Cinquecento. Nel 1596, aveva due proprietà appartenenti ai due rami della casata. Nel 1639 Lorenzo e Carlo Antonio Camerata vengono aggregati alla nobiltà anconetana con breve di Papa Urbano VIII. Nel 1745 Francesco Paolo de Giardinis eseguì a tempera su carta la Pianta Elevazione della città di Ancona (attualmente conservata presso il Museo della città), dove sono riportate le due proprietà dei due rami dei Camerata.